# Heilige Familie (Schönenberg ZH)

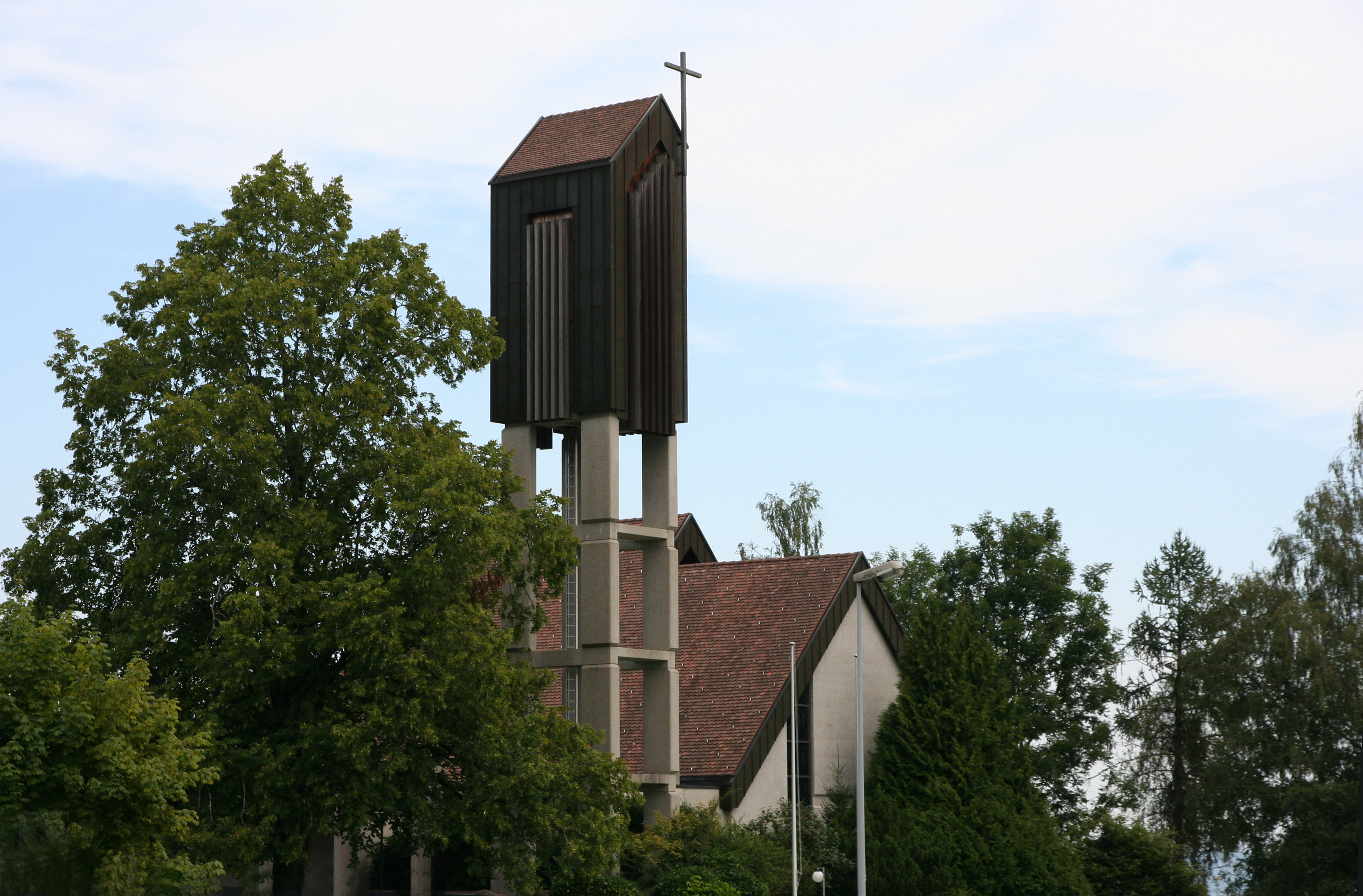
Kirche Heilige Familie

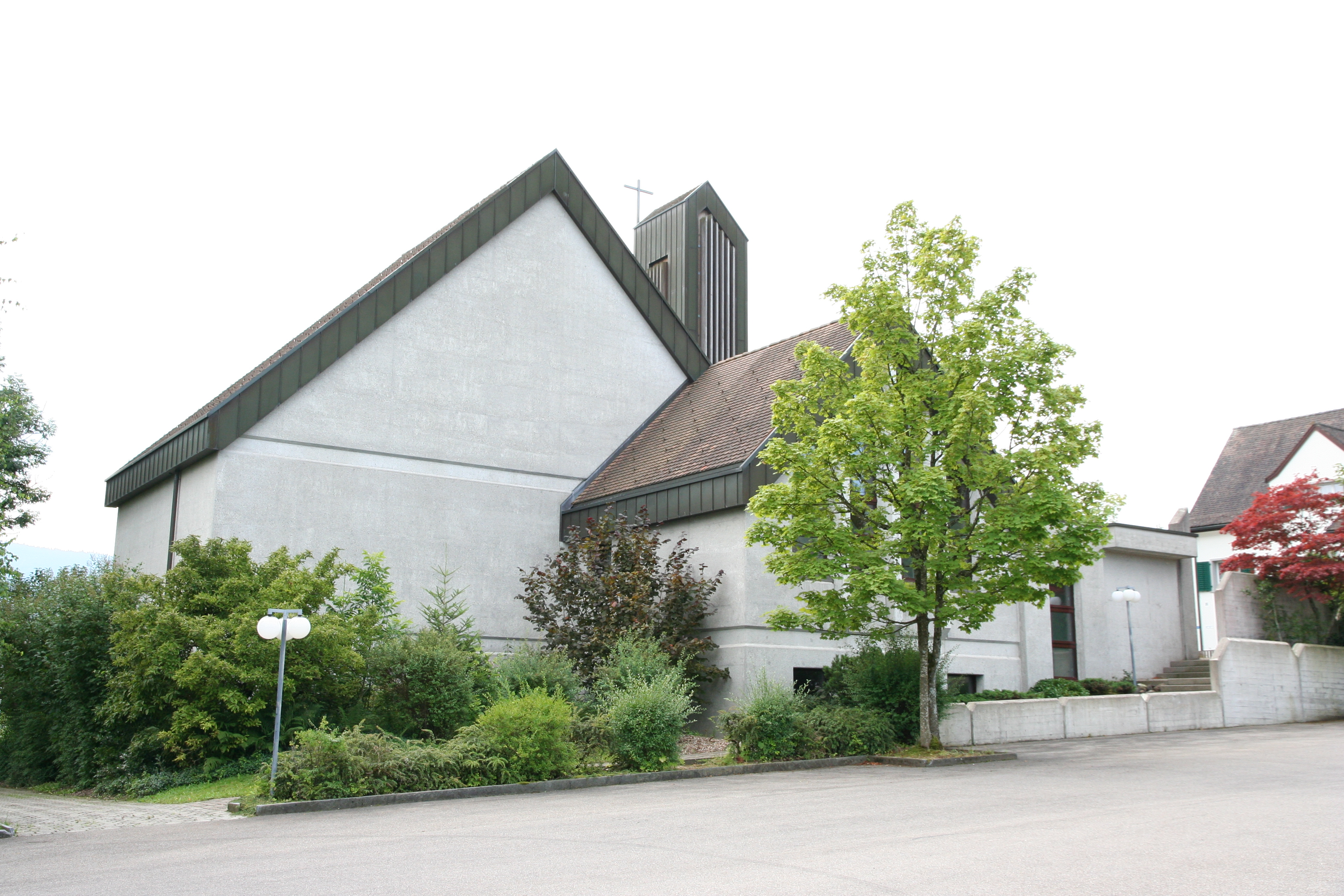
Ansicht von Westen

Die Kirche Heilige Familie ist die römisch-katholische Pfarrkirche von Schönenberg ZH im Kanton Zürich. Die künstlerische Ausstattung der Kirche stellt ein spätes Gesamtkunstwerk von Peter Travaglini dar.

## Geschichte

### Vorgeschichte und Namensgebung
Das Dorf Schönenberg war im Mittelalter nach Wädenswil pfarreigenössig. Nachdem in Zürich ab dem Jahr 1523 die Reformation durchgeführt wurde, war es den Katholiken verboten, im zürcherischen Untertanengebiet zu wohnen, weshalb die Bewohner von Schönenberg zum reformierten Glauben übertraten. Das Toleranzedikt von 1807 erlaubte erstmals seit der Reformation wieder die Feier von katholischen Gottesdiensten, jedoch nur in der Stadt Zürich. Die Niederlassungs- und Religionsfreiheit der Helvetischen Republik und später des 1848 gegründeten schweizerischen Bundesstaates ermöglichten es den Katholiken aus der Zentral- und Ostschweiz, aber auch aus dem benachbarten, katholisch geprägten Ausland, sich im Kanton Zürich niederzulassen und hier Arbeit zu suchen. Anlässlich der Volkszählung von 1850 ermittelte man in Schönenberg 32 Katholiken. 1888 waren es 68 und 1900 bereits 129. Sie hatten ab 1881 die Möglichkeit, in der Pfarrei Wädenswil katholische Gottesdienste zu besuchen. Bis 1924 gehörten Schönenberg, Hirzel und Hütten ZH zur Pfarrei von Wädenswil.

### Entstehungs- und Baugeschichte
Die Kinder von Schönenberg erhielten ab dem Jahr 1919 von der Pfarrei Wädenswil aus Religionsunterricht. Im gleichen Jahr wurde in Schönenberg ein katholischer Männerverein gegründet, der den Plan einer eigenen Pfarrei in Schönenberg vorantrieb. Mit finanzieller Unterstützung der Inländischen Mission wurde in Schönenberg ein Eternit-Kirchlein mit 200 Sitzplätzen errichtet, das am 26. November 1922 benediziert wurde. Zunächst wurden von den Patres des Klosters Einsiedeln oder von den Geistlichen der Pfarrei Wädenswil aus Gottesdienste in Schönenberg abgehalten. Ab dem 25. September 1923 war Schönenberg ein Pfarr-Rektorat mit ständigem Priester, der zunächst noch im Pfarrhaus Wädenswil wohnte. Am 1. Juli 1924 wurde Schönenberg zu einer eigenständigen Pfarrei erhoben und von Wädenswil abgetrennt. Im Jahr 1931 wurde in Schönenberg ein Pfarrhaus gebaut, in dem sich auch ein Raum für den Religionsunterricht befand. Nach der öffentlich-rechtlichen Anerkennung der katholischen Kirche im Kanton Zürich im Jahr 1963 konnte dank den Kirchensteuern an den Bau einer neuen Kirche samt Pfarreizentrum gedacht werden. Da zunächst die Kirchen in Hütten und Hirzel geplant und gebaut wurden, musste Schönenberg mit der Realisierung eines Neubaus noch zuwarten. 1984 begannen die Bauarbeiten nach den Plänen des Architekten Adelbert Stähli, Lachen SZ. Am 29. September 1985 wurde die Kirche vom Bischof von Chur Johannes Vonderach geweiht.
Die Pfarrei Hirzel-Schönenberg-Hütten wurde im Rahmen des Anschlusses der Dörfer an die Gemeinden Horgen und Wädenswil ebenfalls aufgeteilt. Per 1. Januar 2020 ist die Kirchgemeinde Horgen auch für die Kirche St. Antonius (Hirzel) zuständig, während die Kirchgemeinde Wädenswil für die Kirchen Hl. Familie Schönenberg und  St. Jakobus Hütten verantwortlich ist. Mit ihren 6'472 Mitgliedern (Stand 2021) ist die Kirchgemeinde Wädenswil eine der grösseren katholischen Kirchgemeinden des Kantons Zürich.

## Baubeschreibung

### Erste Kirche (1922–1984)
Die 1922 erbaute erste Kirche von Schönenberg war der Heiligen Familie geweiht. Es handelte sich um eine schlichte Saalkirche mit Giebeldach und einem Dachreiter, der mit einem Zwiebelturm abgeschlossen wurde. 

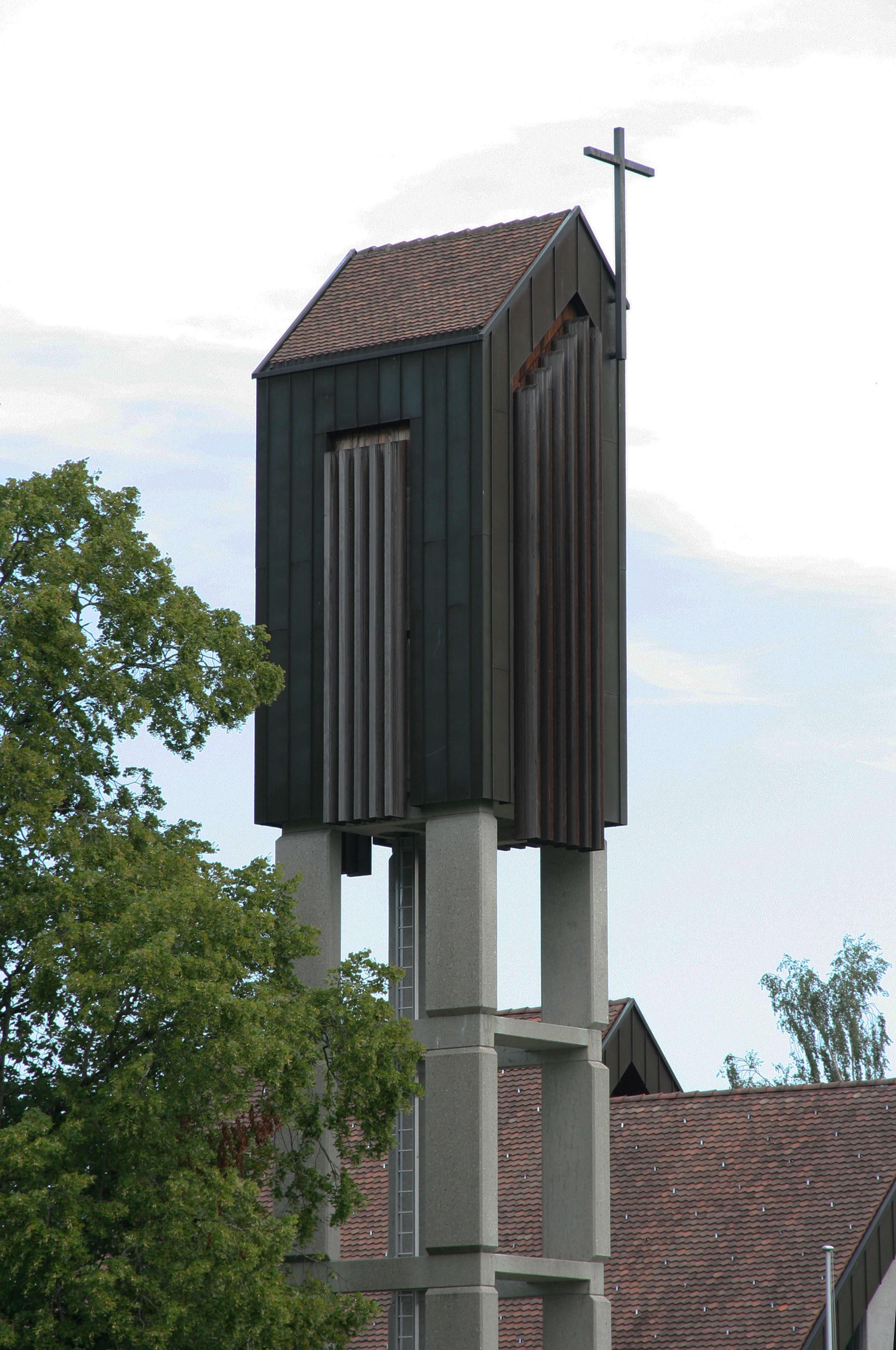
Glockenturm

### Zweite Kirche (ab 1984)
Ab den 1970er Jahren drängte sich ein Neubau der Kirche auf, da sie für die wachsende Gemeinde zu klein geworden war.

#### Kirchturm und Äusseres
An der Wädenswilerstrasse steht die 1984 erbaute Kirche Heilige Familie. Von weitem ist der Kirchturm sichtbar, der auf die Lage des Gotteshauses verweist. Er birgt ein vierstimmiges Geläute, das von der Glockengiesserei H. Rüetschi, Aarau im Jahr 1985 gegossen wurde. Die Ankunft der Glocken wurde mit einem Fest zwischen dem 29. Juni und dem 1. Juli 1985 gefeiert, in dessen Rahmen auch die Weihe der Glocken durch Generalvikar G. Matt stattfand und deren Aufzug in den Kirchturm durch die Dorfjugend vorgenommen wurde.
| Glocke | Gewicht  | Ton | Durchmesser | Widmung          | Inschrift                                                              |
| ------ | -------- | --- | ----------- | ---------------- | ---------------------------------------------------------------------- |
| 1      | 1480 kg0 | d   | 137 cm      | Christus         | Freuet euch, denn euer Erlöser lebt                                    |
| 2      | 880 kg   | f   | 116 cm      | Hl. Maria        | Gegrüsst seist du Maria voll der Gnade                                 |
| 3      | 630 kg   | g   | 103 cm      | Hl. Josef        | Preist den treuen Hausvater, dem der Herr seine Familie anvertraut hat |
| 4      | 460 kg   | a   | 093 cm      | Hl. Bruder Klaus | Der Friede ist allweg bei Gott, denn Gott ist der Friede               |

Über einen Vorplatz gelangt der Besucher ins Innere der Kirche. Ungewöhnlich an den Kirchenportalen sind die Türgriffe mit Metallintarsien, welche verschiedene Tiere darstellen, die einen indirekten Bezug zum christlichen Glauben besitzen.

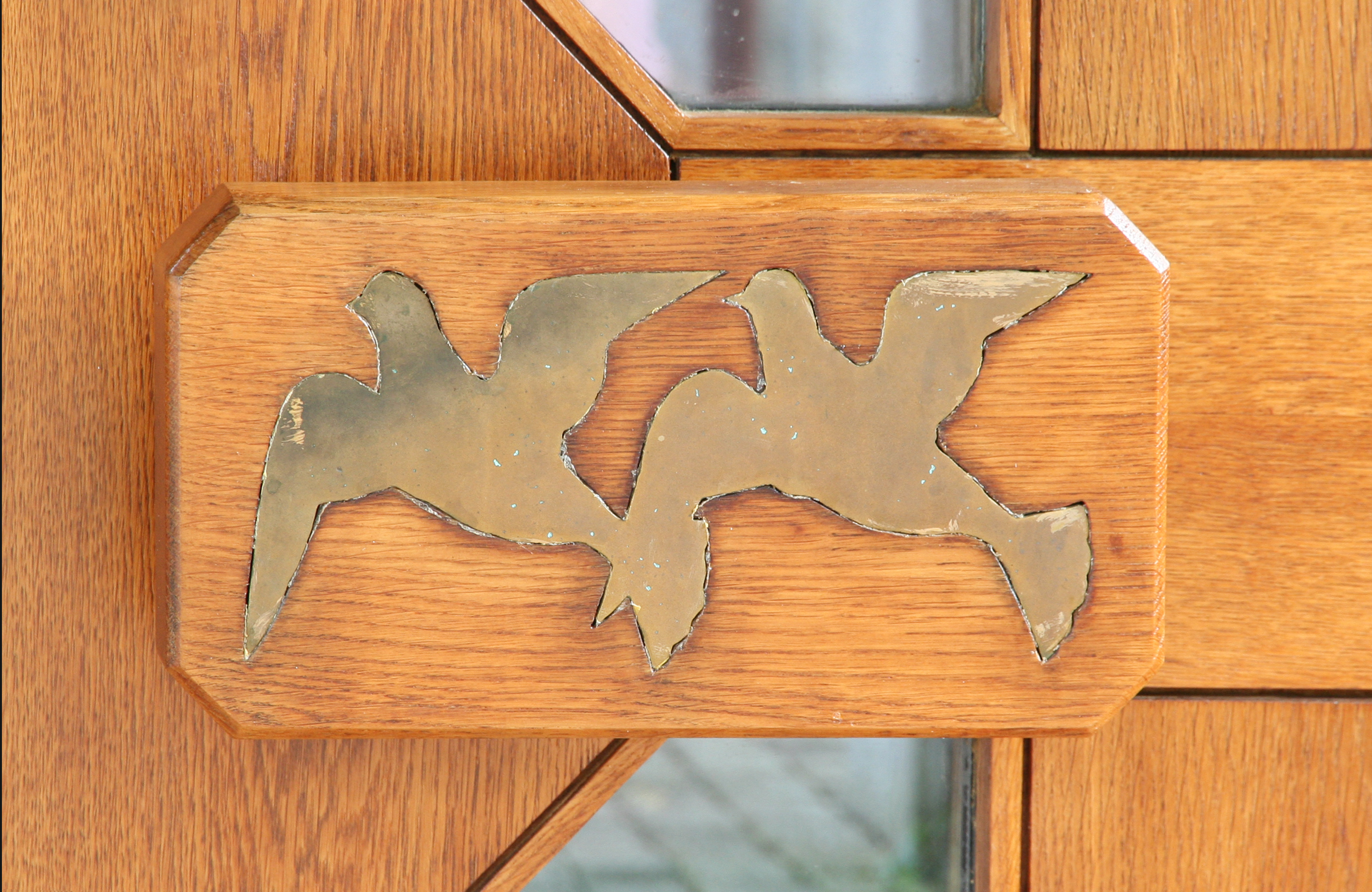
Türgriff mit Tauben
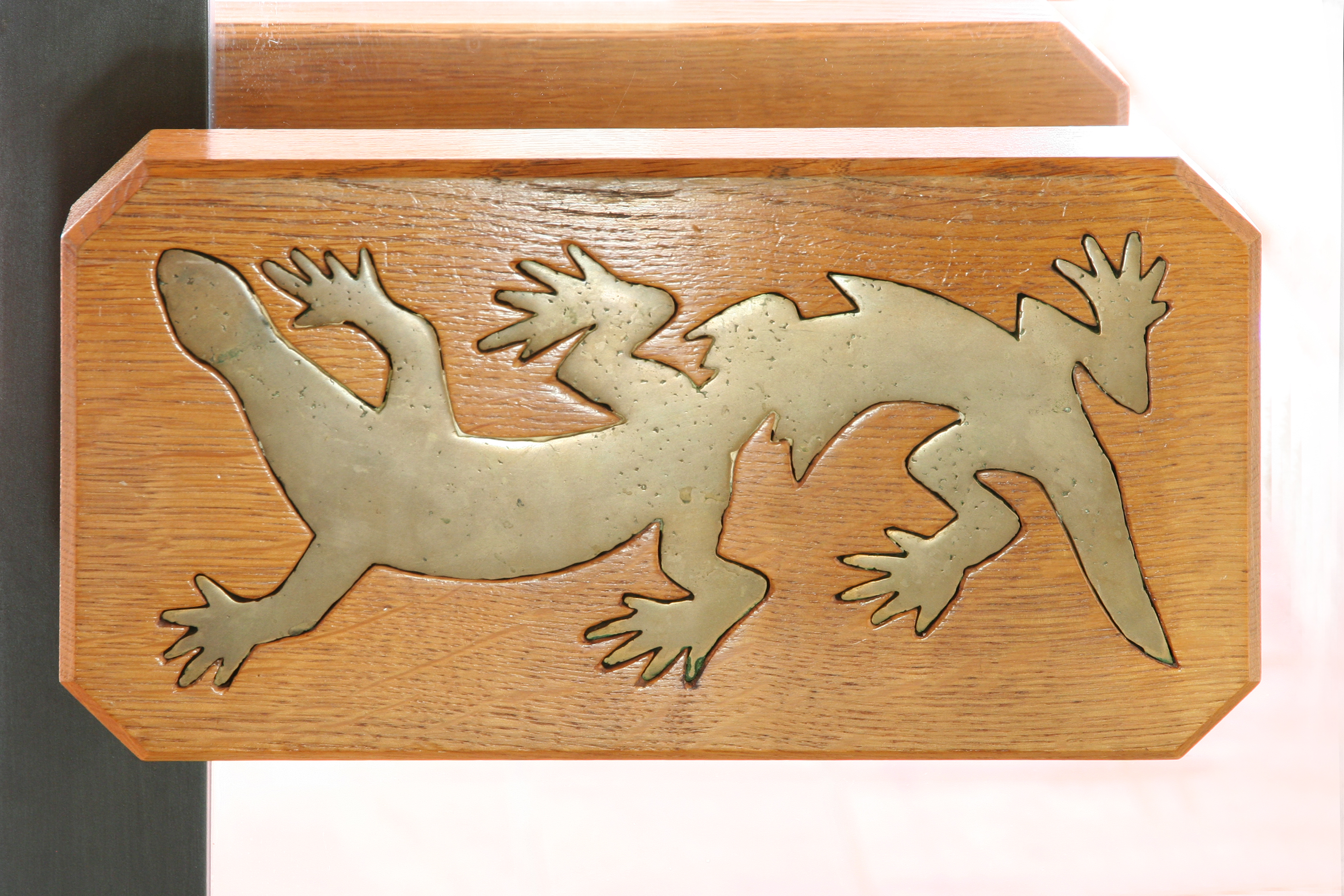
Salamander
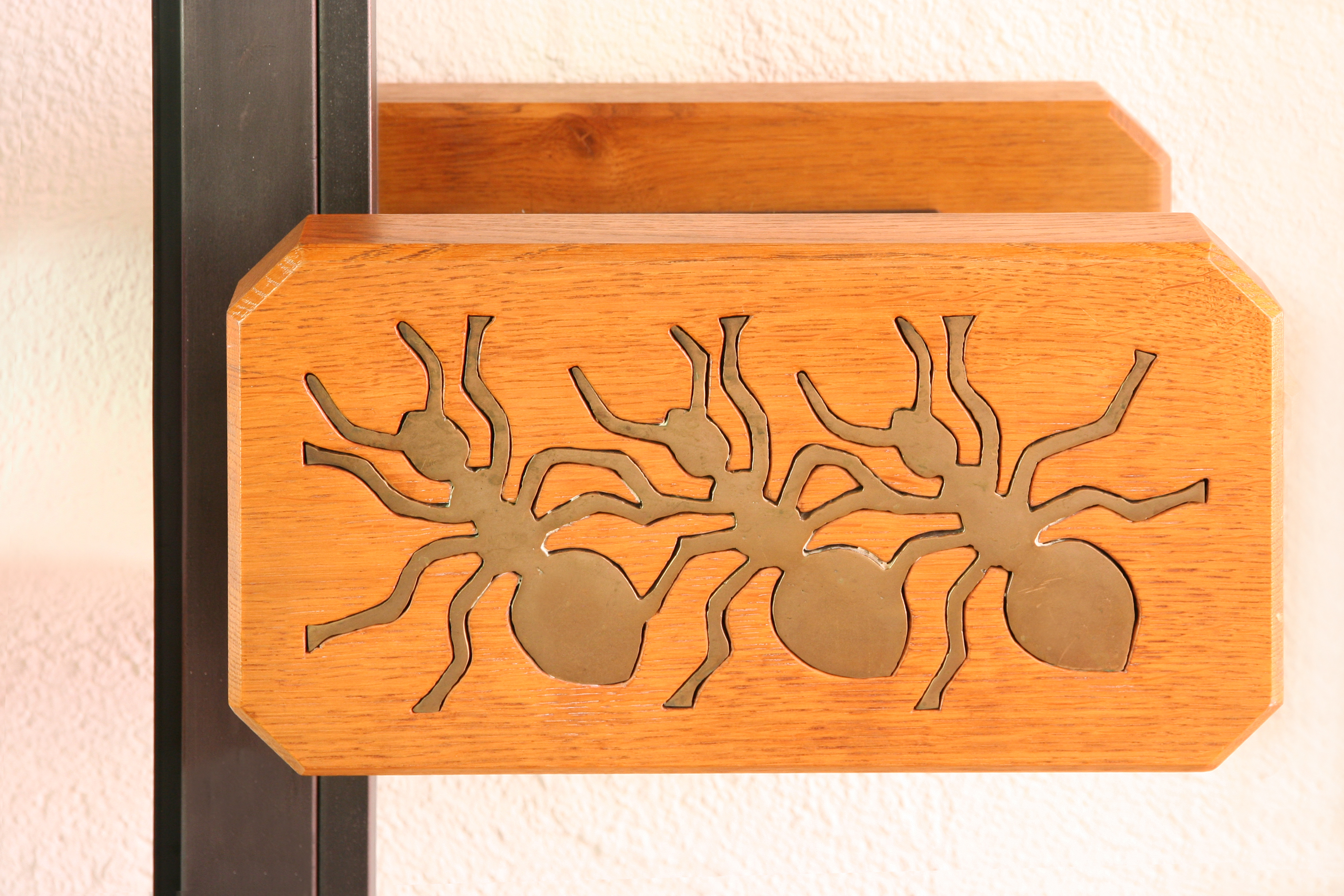
Ameisen
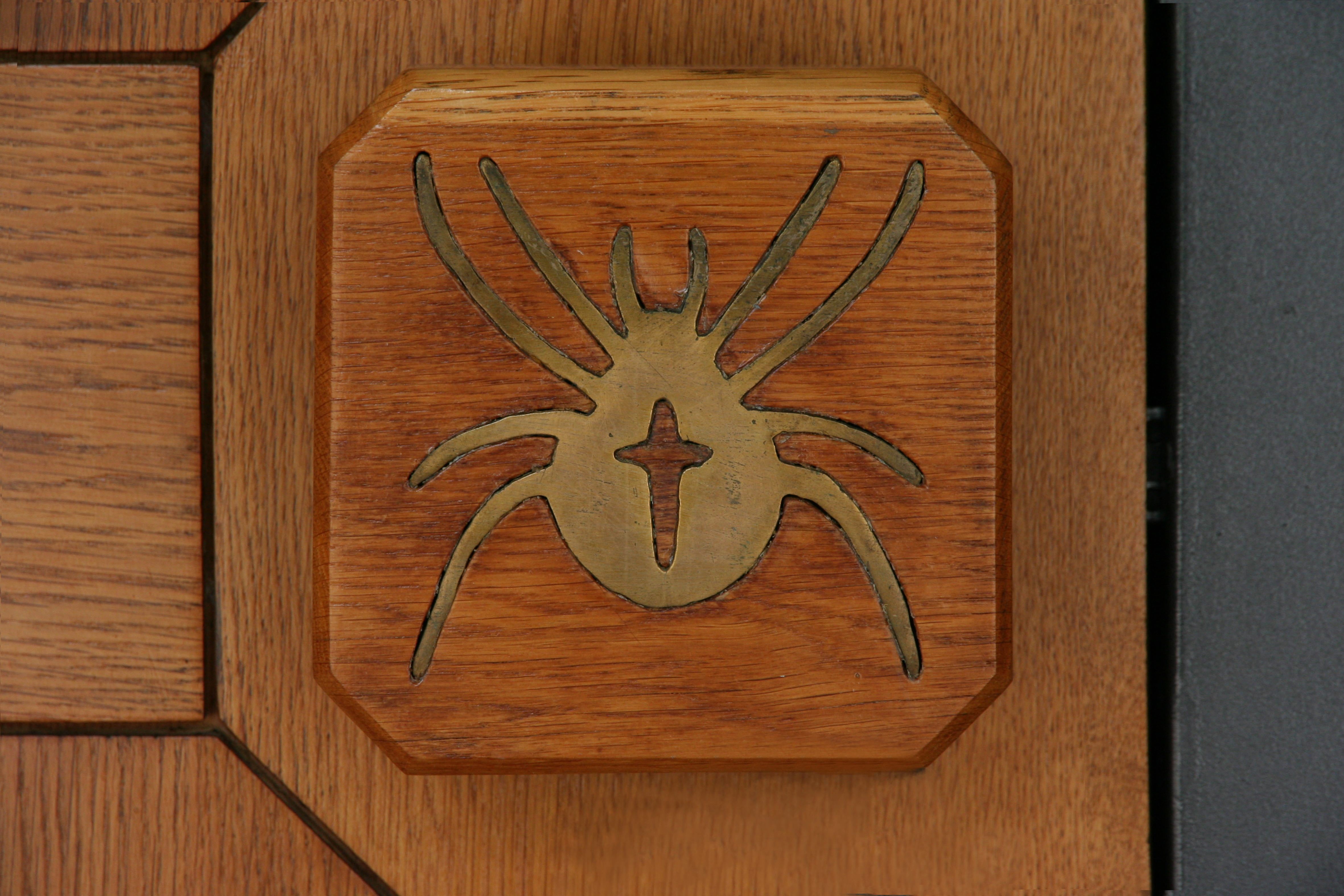
Kreuzspinne

#### Innenraum und künstlerische Ausstattung

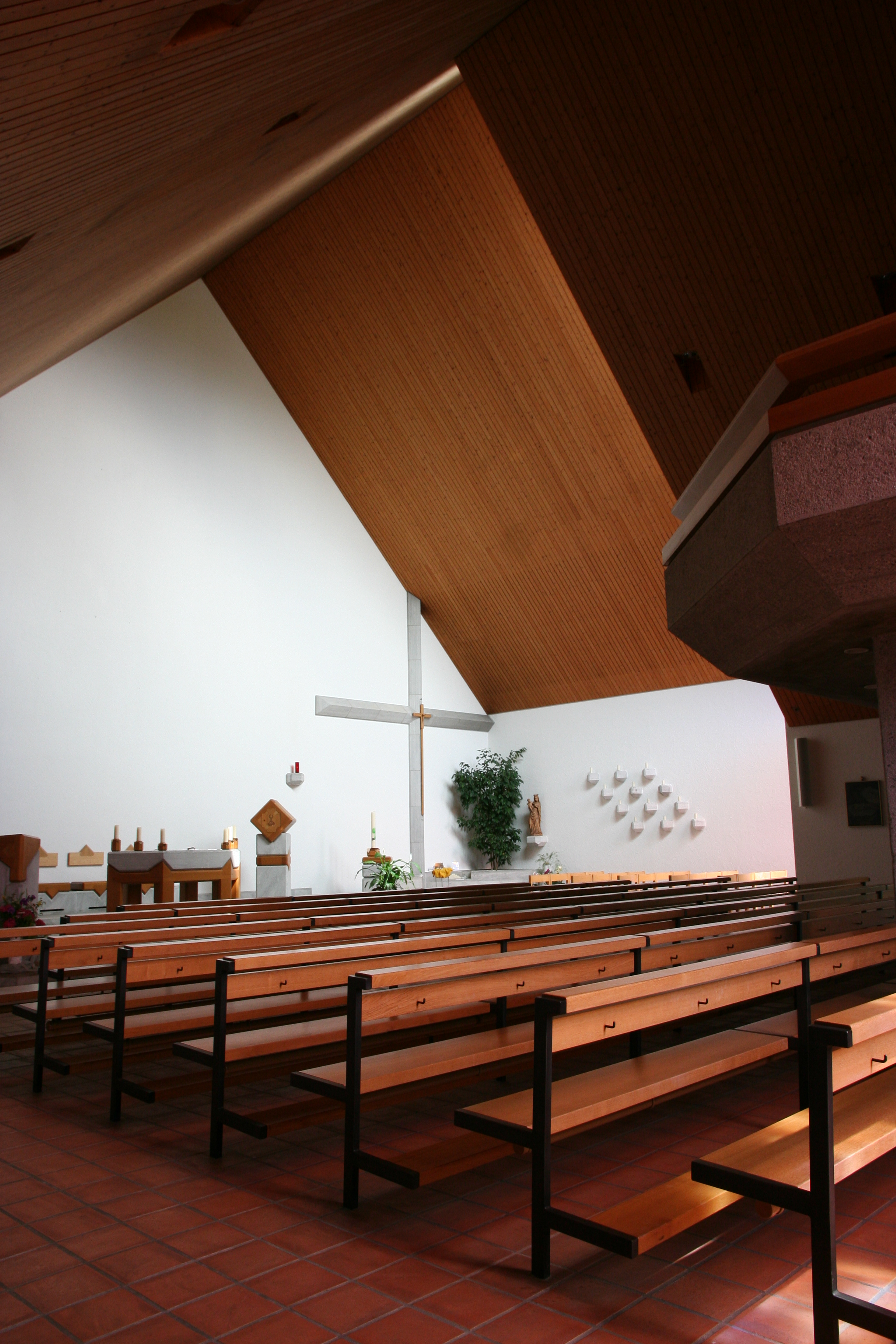
Innenansicht

Der Kirchenraum ist lichtdurchflutet und wird von aufwärts strebenden Bauelementen und einem monumentalen holzverkleideten Zeltdach geprägt. Alle künstlerischen Elemente der Kirche wurde von Peter Travaglini gestaltet, ausgenommen die Marienstatue und der Kreuzweg, die aus der Vorgängerkirche übernommen wurden. Ein wichtiges Gestaltungselement sind die Glasfenster. Das erste Glasfenster in der Nähe des Kircheneingangs stellt die Heilige Familie dar, welcher die Kirche geweiht ist. Die drei Figuren im unteren Bereich symbolisieren die Gemeinschaft der Menschen, in der diskutiert, beurteilt, aber auch verurteilt wird. Aus dieser Gemeinschaft wächst die Heilige Familie heraus, die auf das Wort Gottes hört. Der Hl. Josef als Vater umsorgt die Familie, die blau gehaltene Gottesmutter Maria birgt das Jesuskind. Im oberen Fensterbereich ist das Auge Gottes erkennbar, nach dem sich ein Mensch ausstreckt. Im hinteren Teil der Kirche, gegenüber dem Taufbrunnen, befindet sich das zweite grosse Buntglasfenster der Kirche. Es stellt die Taufe Jesu dar. Jesus steht im unten Fensterbereich in der Mitte im Wasser des Flusses Jordan. Links von Jesus ist eine Gruppe von beobachtenden Menschen zu erkennen. Rechts, erhöht stehend ist Johannes der Täufer dabei, Jesus zu taufen. Im oberen Fenstersegment ist der Heilige Geist sichtbar, der in Form der Geisttaube über Jesus schwebt. Unter der Empore befinden sich drei weitere Buntglasfenster, welche in dekorativer Weise Form- und Farbelemente der anderen beiden Glasfenster aufnehmen.

#### Orgel

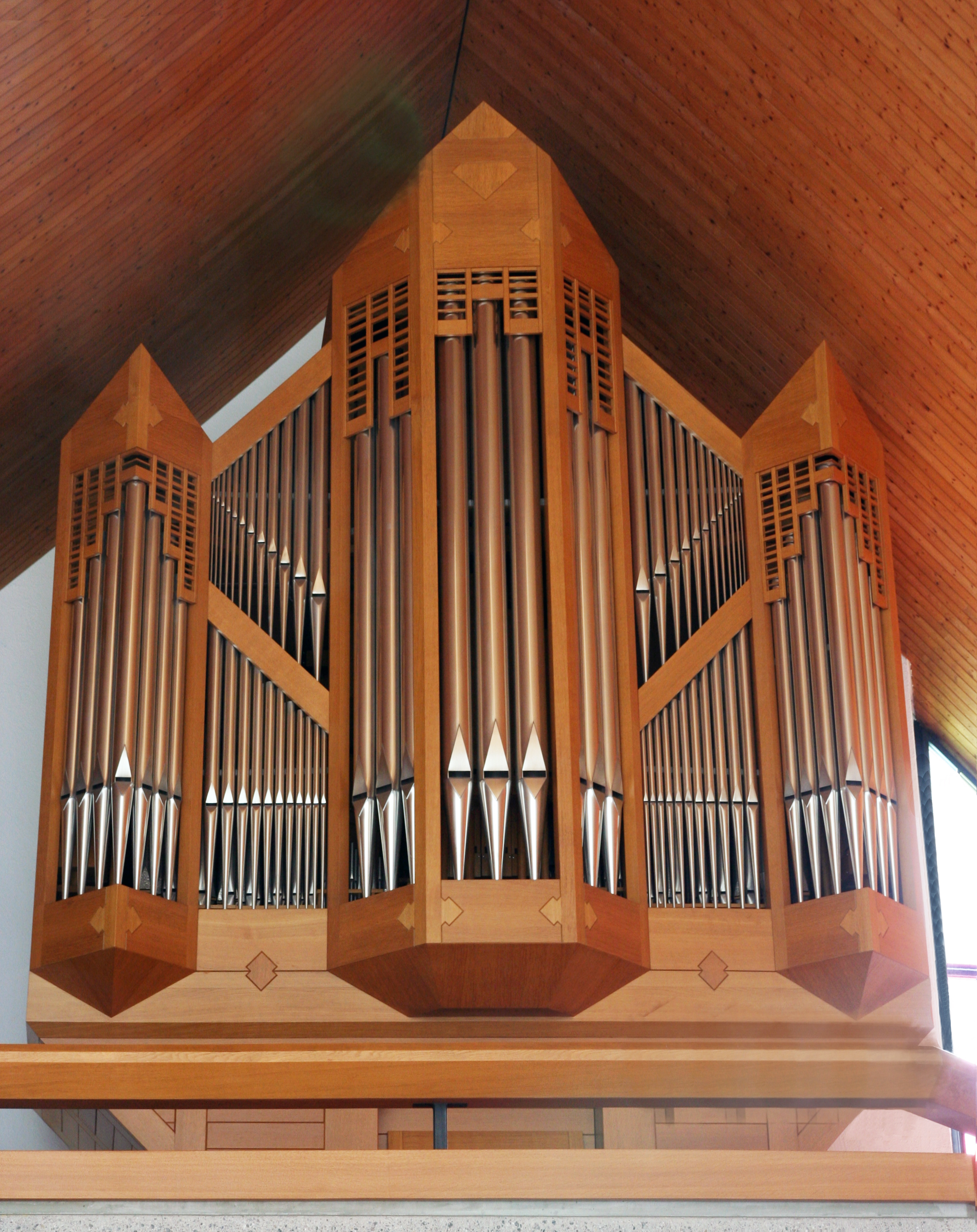
Mathis-Orgel von 1986

Im Jahre 1986 erbaute die Firma Mathis Orgelbau, Näfels, die Orgel für die Pfarrkirche Heilige Familie. Das mechanische Instrument verfügt über 19 Register verteilt auf zwei Manuale samt Pedal.
| I Hauptwerk C–g3 |        |
| Prinzipal        | 8′     |
| Gemshorn         | 8′     |
| Hohlflöte        | 8′     |
| Oktave           | 4′     |
| Spitzflöte       | 4′     |
| Quinte           | 2 ⁄3′  |
| Waldflöte        | 2′     |
| Terz             | 1 3⁄5′ |
| Mixtur           | 2′     |

| II Positiv C–g3 |       |
| Gedackt         | 8′    |
| Musette         | 8′    |
| Rohrflöte       | 4′    |
| Prinzipal       | 2′    |
| Quinte          | 1 ⁄3′ |
| Oktave          | 1′    |

| Pedal C–f1 |     |
| Subbass    | 16′ |
| Pommer     | 8′  |
| Choralbass | 4′  |
| Zinke      | 8′  |

- Koppeln: II/I, I/P, II/P
- Spielhilfe: Absteller Mixtur (HW), Zinke (Ped)